# Étienne Marcel (métro de Paris)
Pour les articles homonymes, voir Étienne Marcel (homonymie).
Étienne Marcel est une station de la ligne 4 du métro de Paris, située à la limite des 1er et 2e arrondissements de Paris.

## Situation
La station est située sous la rue de Turbigo, au niveau de la rue Étienne-Marcel.

## Histoire

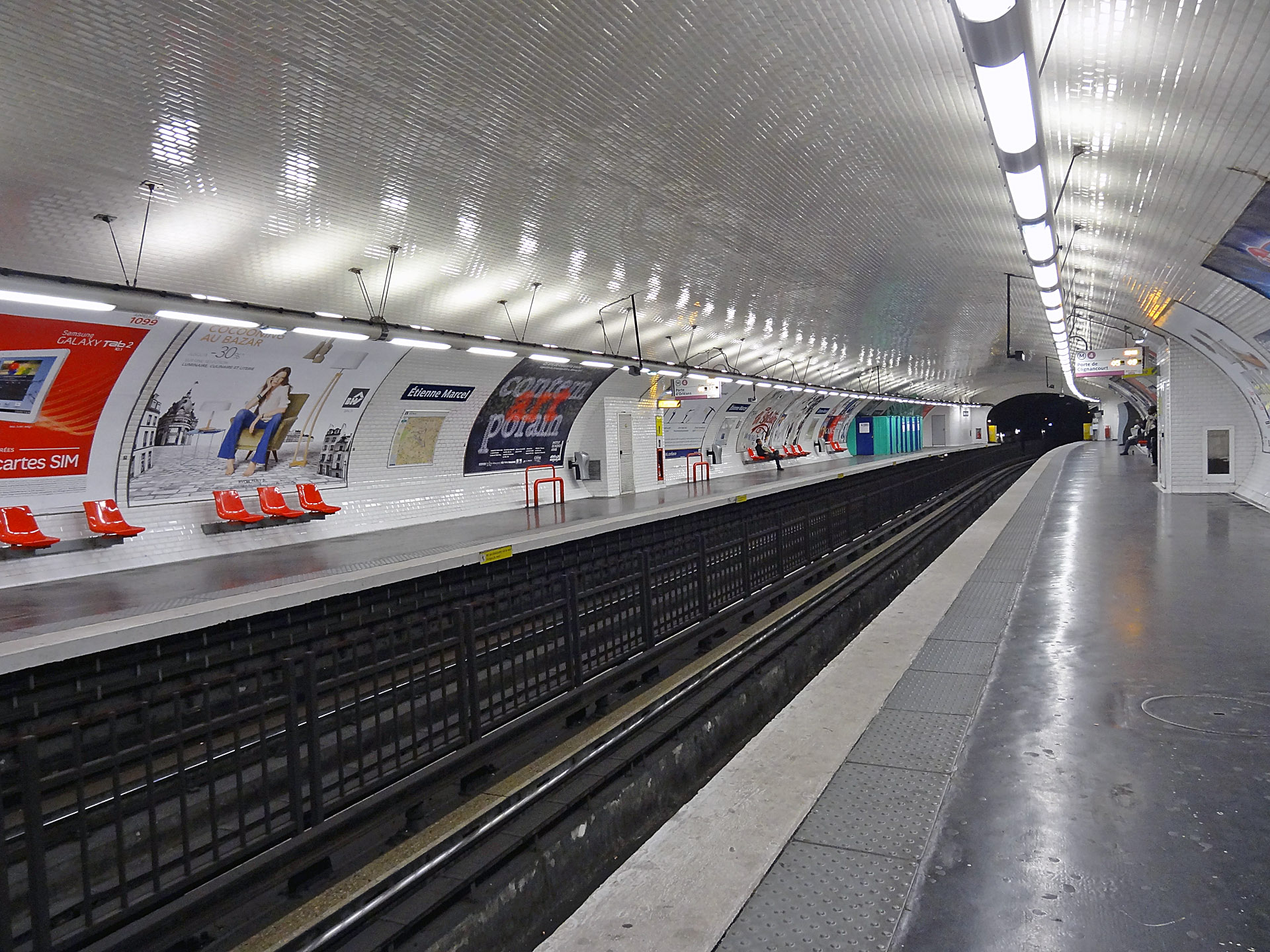
Les quais de la station en 2012.

La station est ouverte le 21 avril 1908.
Son nom vient de la rue Étienne-Marcel, qui rend hommage à Étienne Marcel, prévôt des marchands de Paris et homme politique français, né vers 1315, mort à Paris en 1358, qui joua un rôle considérable aux États généraux de 1355 et 1357.
En 2019, 2 676 549 voyageurs sont entrés à cette station ce qui la place à la 195e position des stations de métro pour sa fréquentation sur 302,.
En 2020, avec la crise du Covid-19, 1 254 829 voyageurs sont entrés dans cette station ce qui la place à la 203e position des stations de métro pour sa fréquentation.
En 2021, la fréquentation remonte progressivement, avec 1 705 639 voyageurs qui sont entrés dans cette station ce qui la place à la 206e position des stations de métro pour sa fréquentation.

## Services aux voyageurs

### Accès

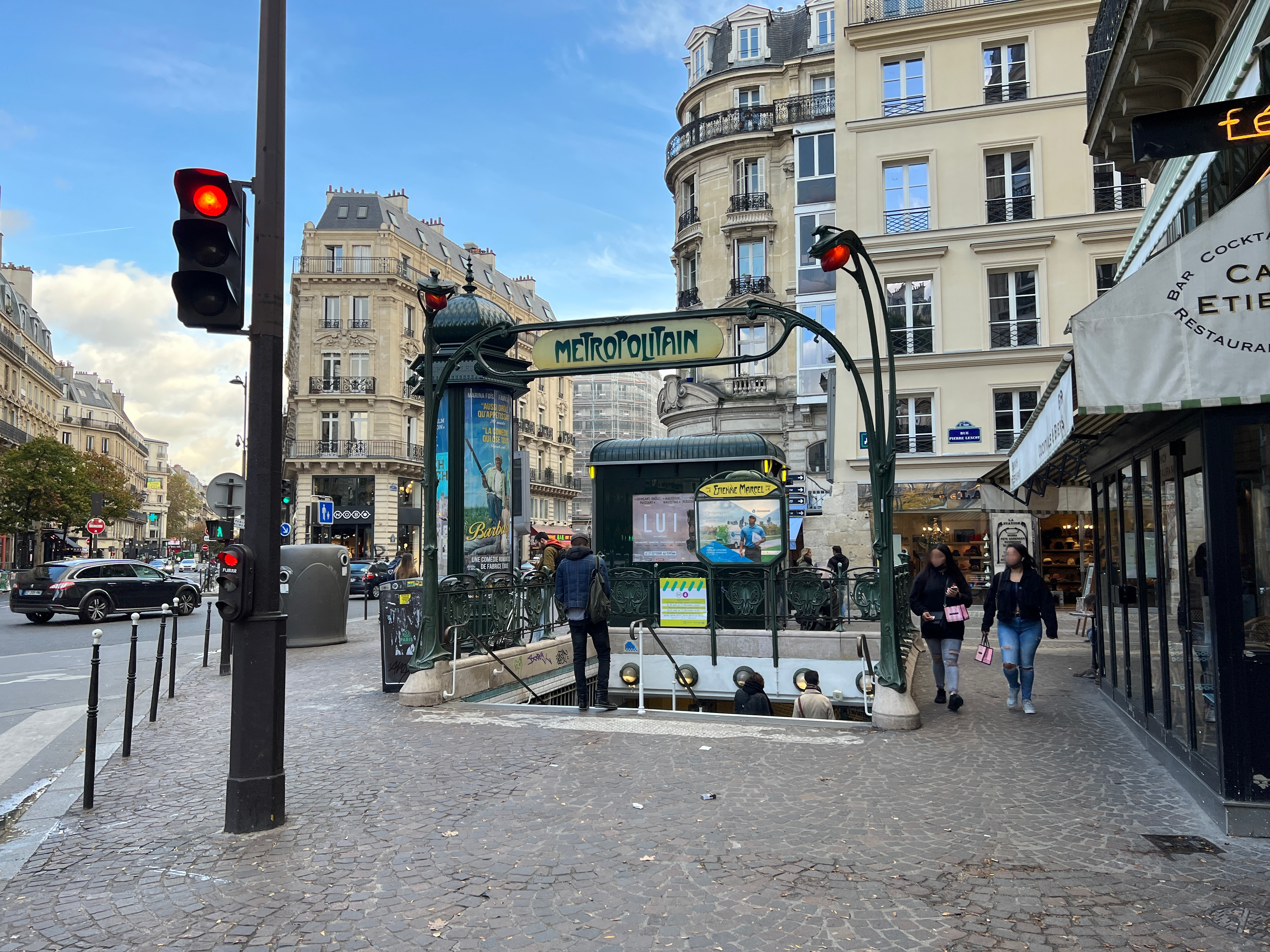
L'édicule Guimard de la station.

La station dispose d'un seul accès qui débouche face au no 14 de la rue de Turbigo.

### Quais

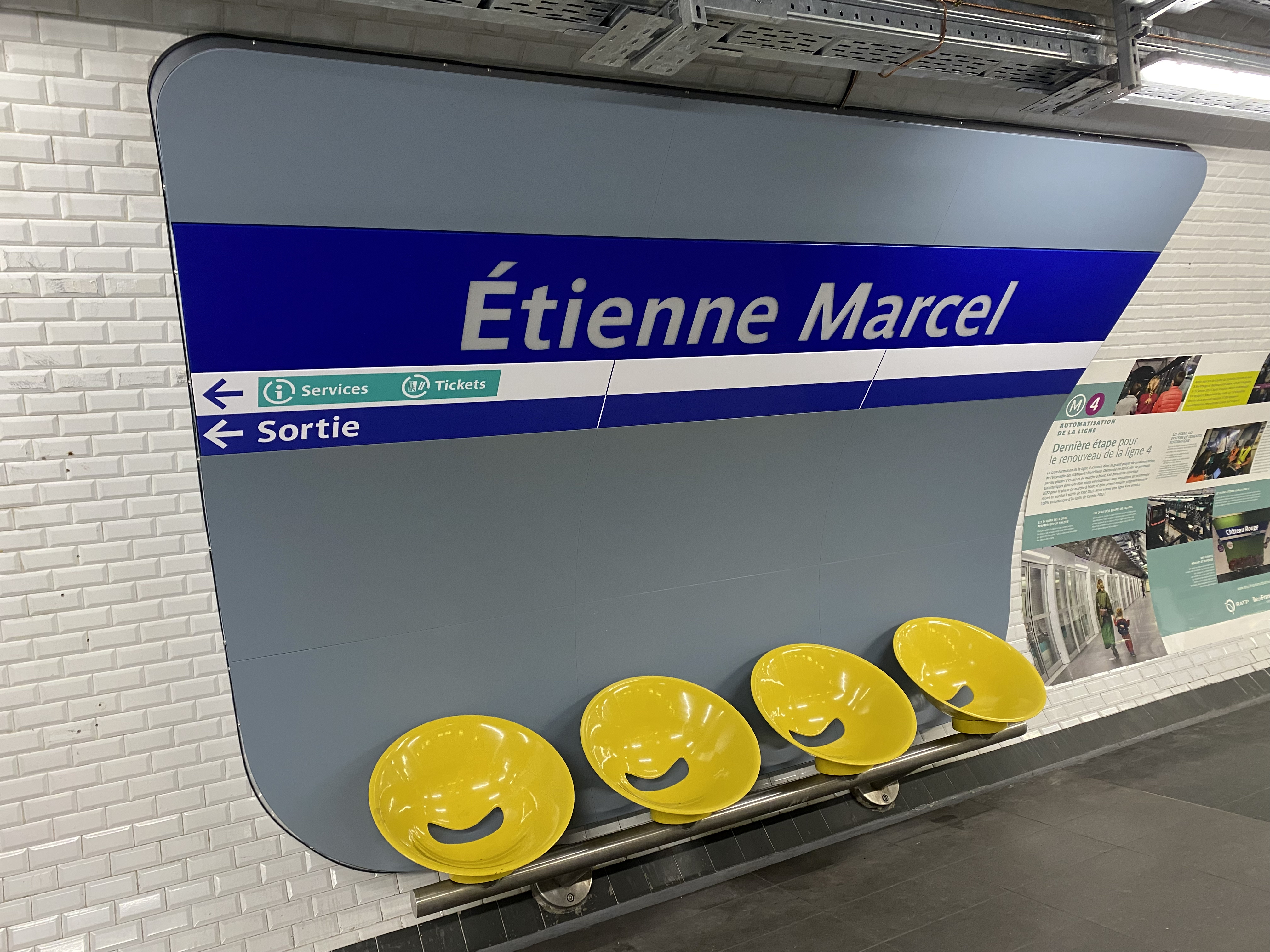
Plaque émaillée portant le nom de la station de métro.

Étienne Marcel est une station de configuration standard dotée de deux quais séparés par les voies du métro ; sa voûte est elliptique.
En 1966-67, les quais sont allongés de 15 m du côté nord-est afin d'accueillir des rames sur pneumatiques de six voitures. Depuis, l'extrémité des quais en cause est située dans une légère courbe.
Dans le cadre de l'automatisation de la ligne 4, ses quais ont été rehaussés afin de recevoir des portes palières. Ces dernières sont installées entre octobre et novembre 2019.

### Intermodalité
La station est desservie par les lignes 29 et 38 du réseau de bus RATP.

## À proximité
- Quartier Montorgueil
- Église Saint-Eustache
- Poste centrale du Louvre
- Tour Jean-sans-Peur